# 屈宜臼
屈宜臼，亦作屈宜咎。戰國時楚國宗室大夫，以言辯而著名。
吴起投奔楚悼王，悼王一向仰慕吴起的才能，任命吴起为宛城（今河南省南阳市宛城区一带）太守，一年后升任令尹。期间他曾两次巡视至息县（今河南省息县），向屈宜臼询问在楚国的为臣之道，但屈宜臼对吴起将进行的变法持坚决反对。
韓昭僖侯二十九年（前334年），韓國興建一座高大的牌樓（高門），屈宜臼直接批評昭僖侯說：「我認為君王您絕不可能走出這個門，為甚麼呢？因為不是時候。「不是時候」的意義，不是指擇日不對。人生在世，有時順利、有時倒楣。從前您曾順利過，卻沒有興建高門。去年，秦國佔領宜陽，韓國大旱，您不節約，體恤民困，反而豪華奢侈，這是亡國的做法。所以說不是時候。」翌年，高門完工，昭僖侯也逝世了。